# Calliodes appollina
Calliodes appollina är en fjärilsart som beskrevs av Achille Guenée 1852. Calliodes appollina ingår i släktet Calliodes och familjen nattflyn. Inga underarter finns listade i Catalogue of Life.